# Hymenophyllum trichophorum
Hymenophyllum trichophorum là một loài dương xỉ trong họ Hymenophyllaceae. Loài này được Ebihara & K.Iwats. mô tả khoa học đầu tiên năm 2006.